# Полудень Микола Петрович
Микола Петрович Полудень (14 листопада 1921, село Наталівка, тепер район Беїмбета Майліна Костанайської області, Казахстан — 22 березня 2006, місто Київ) — радянський діяч органів державної безпеки, генерал-майор (1966), начальник Управлінь КДБ по Станіславській, Тернопольській, Львівській та Кримській областях.

## Життєпис
З 1940 по 1944 рік — у Червоній армії. Служив на Чорноморському флоті бійцем морської піхоти, був комсоргом роти. Учасник німецько-радянської війни.
Член ВКП(б) з 1942 року.
10 січня 1944 року було важко поранений, деякий час вважався загиблим. Після лікування демобілізований з армії.
З 1945 року працював на партійній роботі в районних комітетах КП(б)У Чернівецької області, потім в Чернівецькому обласному комітеті КПУ. Закінчив обласну партійну школу в місті Львові.
З 1954 року — в органах державної безпеки СРСР. У 1954—1957 роках — заступник начальника Управління КДБ при РМ Української РСР по Чернівецькій області.
У вересні 1957 — грудні 1959 року — начальник Управління КДБ при РМ УРСР по Станіславській області.
У травні 1960 — вересні 1965 року — начальник Управління КДБ при РМ УРСР по Тернопільській області.
У вересні 1965 — серпні 1978 року — начальник Управління КДБ при РМ УРСР по Львівській області.
У серпні 1978 — 1980 року — начальник Управління КДБ УРСР по Кримській області.
З 1980 року — у відставці за станом здоров'я, на пенсії в Києві.
У 1990-х роках — член Київського міського комітету Комуністичної партії України. Був помічником у народного депутата України IV-го скликання від КПУ Володимира Сімонова.
Помер 22 березня 2006 року в Києві.

## Звання
- підполковник
- полковник
- генерал-майор (1966)

## Нагороди
- орден Жовтневої Революції
- орден Вітчизняної війни І ст. (21.01.1944)
- орден Червоної Зірки
- орден «Знак Пошани»
- медаль «За оборону Одеси»
- медаль «За перемогу над Німеччиною у Великій Вітчизняній війні 1941—1945 рр.»
- медалі